# Inglefield Land
Inglefield Land (grønlandsk Nuussuit (de store næs), er en ubeboet region i Avannaata Kommune i det nordvestlige Grønland. Inglefield Land, der udgør porten mellem Grønland og Canada, strækker sig fra Kap Alexander i sydvest til Humboldt-gletsjeren i øst og danner den sydlige kyst af Kane Bassin, en havarm mellem Grønland og Ellesmere Island.

## Geografi
Mod nord ligger Kane Bassin, mod syd indlandsisen. Inglefiels Land er omkring 200 km fra vest til øst og omkring 60 km langt fra nord til syd. Hiawatha-krateret er et stort nedslagskrater fundet under Hiawatha-gletsjerens isdække i
nærheden af Inglefield Land.

## Historie
Da den britiske navigatør John Ross udforskede området i 1818, var Smith Sund i Nares-strædet dækket af is. Han opkaldte Kap Alexander efter sit skib, men var ikke i stand til at sejle videre.
Under Anden Grinnell-ekspeditionen fra 1853 til 1855 blev Narres-strædet besejlet, og Inglefield Land blev navngivet til ære for den britiske admiral og polarforsker Edward Inglefield, som var den første, der sejlede ind i Smiths Sund.
Fra 2004 til 2009 blev projektet "Inglefield Land Archaeology Project" udført i Inglefield Land for at få indsigt i tidligere bebyggelser. De ældste spor stammer fra Independence I-kulturen fra årene 2465 til 2203 f.Kr. Senere blev området beboet af Saqqaq-kulturen, Independence II-kulturen og Dorset-kulturen. Siden omkring år 1000 e.Kr. var området beboet af
Thule-kulturen, der ligesom de øvrige kulturer var kommet fra Ellesmere Island og brugte Inglefield Land som indgang til
Grønland.
I nyere tid var Inughuit-bosættelsesgruppen Avannarliit placeret i den vestlige del af Inglefield Land. Disse omfattede de to bosættelser Etah og Anoritooq. Længere mod øst findes arkæologiske rester af bosættelser på lokaliteterne Aannartoq, Inuarfissuaq, Uingasoq og Qaqqaatsut. Endnu senere var den østlige del af Inglefield Land stadig et rejsemål for jagtture, så der det mindste midlertidigt var mennesker der. I løbet af det 20. århundrede blev Avannarliit forladt.